# CentOS
CentOS (Community ENTerprise Operating System) es una distribución Linux que consiste en una bifurcación a nivel binario de la distribución GNU/Linux Red Hat Enterprise Linux RHEL, compilado por voluntarios a partir del código fuente publicado por Red Hat, siendo la principal diferencia con este la eliminación de todas las referencias a las marcas y logos propiedad de Red Hat.
Es un sistema operativo de código abierto, basado en la distribución Red Hat Enterprise Linux, operándose de manera similar, y cuyo objetivo es ofrecer al usuario un software de "clase empresarial" gratuito. Se define como robusto, estable y fácil de instalar y utilizar. Desde la versión 5, cada lanzamiento recibe soporte durante diez años, por lo que la actual versión 7 recibirá actualizaciones de seguridad hasta el 30 de junio de 2024.
Red Hat Enterprise Linux se compone de software libre y código abierto, pero su compilación se distribuye a través de medios (CD-ROM o DVD-ROM) solamente a suscriptores de pago. Red Hat libera todo el código fuente del producto de forma pública bajo los términos de la Licencia pública general de GNU y otras licencias. Los desarrolladores de CentOS usan ese código fuente para crear un producto final que es compatible a nivel binario y funcional con Red Hat Enterprise Linux y está libremente disponible para ser descargado, utilizado y redistribuido libremente por el público, pero sin que sea mantenido directamente por Red Hat. CentOS es una de las distribuciones consideradas clones de Red Hat Enterprise Linux.
CentOS usa yum como paquete de gestión de las actualizaciones, herramienta también utilizada por la distribución Fedora.
En el año 2014 CentOS pasó a ser un proyecto patrocinado por Red Hat.
CentOS es base de buen número de otros proyectos y con altos niveles de popularidad según se desprende de evaluaciones periódicas realizadas por DistroWatch.
En diciembre de 2020, Red Hat terminó con el soporte de CentOS, aunque continuará con el soporte para CentOS Stream, su variante rolling release. Gregory Kurtzer, su fundador, creó el proyecto Rocky Linux como su sucesora. Por otro lado, Cloud Linux, los creadores de CloudLinuxOS, anunciaron la creación de un nuevo clon de AlmaLinux.

## Requisitos de sistema
Hardware recomendado para operar.:
Sin entorno de escritorio:
- Memoria RAM: 64MB (mínimo).
- Espacio en Disco Duro: 1 GB (mínimo) - 2 GB (recomendado).
- Procesador: ver Arquitecturas

Con entorno de escritorio:
- Memoria RAM: 1 GB (mínimo)
- Espacio en Disco Duro: 20 GB (mínimo) - 40 GB (recomendado).
- Procesador: ver Arquitecturas

## Arquitecturas
CentOS soporta casi las mismas arquitecturas que Red Hat Enterprise Linux:
- Intel x86-compatible (32 bit)
- Intel x86-64 (64 bit).

## Historia de lanzamientos
La información de la arquitectura fue tomada de la página web de CentOS.
| Lanzamientos de CentOS | Arquitecturas                                                    | RHEL base | Fecha de lanzamiento de CentOS | Fecha de lanzamiento de RHEL |
| ---------------------- | ---------------------------------------------------------------- | --------- | ------------------------------ | ---------------------------- |
| 2                      | i386                                                             | 2.1       | 2004-05-14                     | 2002-05-17                   |
| 3.1                    | i386, x86_64, ia64, s390, s390x                                  | 3         | 2004-03-19                     | 2003-10-23                   |
| 3.4 - Server           | i386, x86_64, ia64, s390, s390x                                  | 3.4       | 2005-01-23                     | -                            |
| 3.7                    | i386, x86_64, ia64, s390, s390x                                  | 3.7       | 2006-04-11                     | -                            |
| 3.8                    | i386, x86_64                                                     | 3.8       | 2006-08-25                     | 2006-07-20                   |
| 3.9                    | i386, x86_64, ia64, s390, s390x                                  | 3.9       | 2007-07-26                     | 2007-06-15                   |
| 4                      | i386, x86_64, various                                            | 4         | 2005-03-09                     | 2005-02-14                   |
| 4.6                    | i386, x86_64, ia64, alpha, s390, s390x, ppc (beta), sparc (beta) | 4.6       | 2007-12-16                     | 2007-11-16                   |
| 4.7                    | i386, x86_64                                                     | 4.7       | 2008-09-13                     | 2008-07-24                   |
| 4.7 - Server           | i386, x86_64                                                     | 4.7       | 2008-10-17                     |                              |
| 4.8                    | i386, x86_64                                                     | 4.8       | 2009-08-21                     | 2009-05-18                   |
| 5                      | i386, x86_64                                                     | 5         | 2007-04-12                     | 2007-03-14                   |
| 5.1                    | i386, x86_64                                                     | 5.1       | 2007-12-02                     | 2007-11-07                   |
| 5.1 - LiveCD           | i386                                                             | 5.1       | 2008-02-18                     | -                            |
| 5.2                    | i386, x86_64                                                     | 5.2       | 2008-06-24                     | 2008-05-21                   |
| 5.2 - LiveCD           | i386                                                             | 5.2       | 2008-07-17                     | -                            |
| 5.3                    | i386, x86_64                                                     | 5.3       | 2009-03-31                     | 2009-01-20                   |
| 5.3 - LiveCD           | i386                                                             | 5.3       | 2009-05-27                     |                              |
| 5.4                    | i386, x86_64                                                     | 5.4       | 2009-10-21                     | 2009-09-02                   |
| 5.5 - LiveCD           | i386, x86_64                                                     | 5.5       | 2010-05-16                     |                              |
| 5.6                    | i386, x86_64                                                     | 5.6       | 2011-04-08                     | 2011-01-13                   |
| 5.6 - LiveCD           | i386, x86_64                                                     | 5.6       | 2011-04-08                     | -                            |
| 5.7                    | i386, x86_64                                                     | 5.7       | 2011-09-13                     | 2011-07-21                   |
| 5.8                    | i386, x86_64                                                     | 5.8       | 2012-03-07                     | 2012-02-21                   |
| 5.9                    | i386, x86_64                                                     | 5.9       | 2013-01-17                     | 2013-01-07                   |
| 6                      | i386, x86_64                                                     | 6         | 2011-07-10                     | 2010-11-10                   |
| 6.0 - LiveCD           | i386, x86_64                                                     | 6.0       | 2011-07-25                     | -                            |
| 6.0 - LiveDVD          | i386, x86_64                                                     | 6.0       | 2011-07-27                     | -                            |
| 6.0 - MinimalCD        | i386, x86_64                                                     | 6.0       | 2011-07-28                     | -                            |
| 6.1                    | i386, x86_64                                                     | 6.1       | 2011-12-09                     | 2011-05-19                   |
| 6.1 - LiveCD           | i386, x86_64                                                     | 6.1       | 2011-12-09                     | -                            |
| 6.1 - LiveDVD          | i386, x86_64                                                     | 6.1       | 2011-12-09                     | -                            |
| 6.1 - MinimalCD        | i386, x86_64                                                     | 6.1       | 2011-12-09                     | -                            |
| 6.2                    | i386, x86_64                                                     | 6.2       | 2011-12-20                     | 2011-12-06                   |
| 6.2 - LiveCD           | i386, x86_64                                                     | 6.2       | 2011-12-20                     | -                            |
| 6.2 - LiveDVD          | i386, x86_64                                                     | 6.2       | 2011-12-20                     | -                            |
| 6.2 - MinimalCD        | i386, x86_64                                                     | 6.2       | 2011-12-20                     | -                            |
| 6.3                    | i386, x86_64                                                     | 6.3       | 2012-07-10                     | 2012-06-21                   |
| 6.3 - LiveCD           | i386, x86-64                                                     | 6.3       | 2012-07-15                     |                              |
| 6.3 - LiveDVD          | i386, x86-64                                                     | 6.3       | 2012-07-15                     |                              |
| 6.3 - MinimalCD        | i386, x86_64                                                     | 6.3       | 2012-07-10                     | -                            |
| 6.4                    | i386, x86-64                                                     | 6.4       | 2013-03-09                     | 2013-02-21                   |
| 6.4 - LiveCD           | i386, x86-64                                                     | 6.4       | 2013-05-22                     |                              |
| 6.4 - LiveDVD          | i386, x86-64                                                     | 6.4       | 2013-05-22                     |                              |
| 6.4 - MinimalCD        | i386, x86-64                                                     | 6.4       | 2013-03-09                     |                              |
| 6.4                    | i386, x86-64                                                     | 6.4       | 2013-03-09                     | 2013-02-21                   |
| 7                      | x86-64                                                           | 7.0       | 2014-07-07                     | 2014-06-10                   |
| 7.1406                 | x86-64                                                           | 7.0       | 2015-03-22                     |                              |
| 7.1503                 | x86-64                                                           | 7.1       | 2015-03-31                     |                              |
| 7.1511                 | x86-64                                                           | 7.2       | 2015-12-14                     |                              |
| 7.1611                 | x86-64                                                           | 7.3       | 2016-12-12                     |                              |
| 7.1708                 | x86-64                                                           | 7.4       | 2018-03-21                     |                              |
| 7.1804                 | x86-64                                                           | 7.5       | 2018-10-30                     |                              |
| 7.1810                 | x86-64                                                           | 7.6       | 2019-01-28                     |                              |
| Rocky Linux            | x86-64                                                           | 8.0       | 2020-12-12                     |                              |

## Trabajos derivados
- Elastix está basado en CentOS
- Rocks v4.1 (Fuji) es una distribución en clúster basada en CentOS 4.2[65]
- SME Server está basado en CentOS[66]
- Asterisk@Home está basado en CentOS.[67]
- Freepbx Distro está basado en CentOS.[68]
- Trixbox está basado en CentOS.
- Openfiler está basado en CentOS.
- Boston University's Linux 4.5 Server Edition (Zodiac) está basado en CentOS.[69]
- NuOnce Networks CentOS ™ / Blue Quartz ™ CD están basados en CentOS.[70]
- Blue Quartz basa su panel de control en CentOS.[71]
- EulerOS está basada en CentOS.[72]

## Uso con otros proyectos
- CentOS puede correr como BrandZ OS en OpenSolaris.
- CentOS puede ser un host o guest en sistemas de máquina virtual como Xen y VMware.

## CentOS Live CD
Existen versiones "live" de CentOS:
- CentOS-4.3 i386, que incluye programas como OpenOffice.org, Evolution, Firefox, GIMP, Pidgin.[73]
- CentOS-5.0 i386, que incluye Thunderbird en lugar de Evolution.[74]